# Иваницкий, Борис Евгеньевич
Бори́с Евге́ньевич Ивани́цкий (1857—1938) — товарищ главноуправляющего землеустройством и земледелием в 1907—1911 годах, сенатор, член Государственного совета по назначению.

## Биография
Происходил из потомственных дворян Полтавской губернии. Родился 5 (17) сентября 1857 года в семье горного инженера Евгения Борисовича Иваницкого (1818—1886), который был женат на Елизавете Никитичне Рославец, урождённой Панкратьевой (дочь Н. П. Панкратьева). Дед, Борис Иванович Иваницкий (1777—1853) — начальник архива Департамента горных и соляных дел.
Окончил юридический факультет Новороссийского университета со степенью кандидата прав. В 1884 году вступил на службу в Земский отдел Министерства внутренних дел, где прослужил в течение 15 лет; в 1894—1899 годах был помощником управляющего Земским отделом и неоднократно им управлял. Принимал участие в целом ряде комиссий и совещаний, образованных как при Министерстве внутренних дел, так и при Министерстве финансов и Министерстве земледелия, по рассмотрению многих вопросов, касающихся земельного и общественного устройства, переселения крестьян и инородцев, а также порядка отбывания ими денежных и натуральных повинностей.
В 1899 году был назначен начальником Управления водяных и шоссейных сообщений и торговых портов Министерства путей сообщения (впоследствии Ленморниипроект). В 1900 году, во время Китайской кампании, и в 1904 году, с началом русско-японской войны, командировался на Дальний Восток для организации военных перевозок по рекам Амурского бассейна, а также для эвакуации больных и раненых с театра военных действий. С 1 апреля 1901 года — действительный статский советник.
В 1905 году выполнял ответственное поручение по приобретению в 3ападной Европе и отправке через Ледовитый океан к устьям Енисея и далее до Красноярска — речной флотилии для перевозки железнодорожных грузов, в связи с переполнением Сибирской железной дороги. Под руководством и при ближайшем участии Иваницкого были разработаны и подготовлены для внесения на законодательное рассмотрение многие законоположения, среди которых: Положение о судоходстве и сплаве, законопроекты о речных комитетах, о преобразовании центральных и местных установлений ведомства путей сообщения. В 1905 году был назначен товарищем министра путей сообщения. 
21 февраля 1907 года пожалован званием сенатора, с производством в тайные советники, и определен к присутствованию во 2-м департаменте Сената. В том же году был приглашен на пост товарища главноуправляющего землеустройством и земледелием. Заведывал, главным образом, переселенческим делом и отделом земельных улучшений. В 1908 году был командирован на Дальний Восток для правильной постановки переселенческого дела. Неоднократно представлял законопроекты ГУЗиЗ в Государственном совете.  
Владел усадьбой под Лубнами и состоял почётным мировым судьёй по Лубенскому уезду.
1 января 1912 года назначен членом Государственного совета и членом Особого присутствия ГС о принудительном отчуждении недвижимых имуществ и вознаграждении их владельцев. Входил в кружок внепартийного объединения, затем в группу центра. Был членом Прогрессивного блока. В годы Первой мировой войны состоял товарищем председателя Главного управления РОКК и главноуполномоченным Красного Креста на Юго-Западном фронте. В связи с загруженностью краснокрестной работой был исключен из списка присутствующих членов Государственного совета на 1917 год; 1 мая 1917 года был оставлен за штатом, а по упразднении Государственного совета большевиками 14 декабря 1917 года — уволен от службы.
Во время Гражданской войны возглавил Временное управление по делам РОКК, действовавшее на территории Украинской державы и белого Юга России. После эвакуации Крыма продолжал руководить работой Красного Креста в Константинополе. В 1921 году был выбран временным председателем восстановленного в Париже Главного управления РОКК, а затем состоял заместителем председателя графа П. Н. Игнатьева.
В эмиграции во Франции. В 1920-е годы участвовал в работе «Русского очага». В 1924 году стал членом организационной комиссии по учреждению Русского объединенного эмигрантского комитета. Последние годы жизни провел в Русском доме Сент-Женевьев-де-Буа. Скончался 1 октября 1938 года. Похоронен на местном кладбище. 
Был женат на Марии Александровне Вахтиной.

## Награды
- Орден Святой Анны 3-й ст. (1890)
- Высочайшее благоволение (1895)
- Орден Святой Анны 2-й ст.
- Орден Святого Владимира 3-й ст. (1904)
- Высочайшая благодарность (1904)
- Орден Святого Станислава 1-й ст. (1905)
- Орден Святой Анны 1-й ст. (1908)
- Орден Святого Владимира 2-й ст. (1910)
- Высочайшая благодарность государыни императрицы Александры Феодоровны (1910)
- Высочайшая благодарность (1910)
- Орден Белого Орла (1915)
- Орден Святого Александра Невского (1916)

Иностранные:
- японский Орден Восходящего солнца 3-й ст. (1902)
- бухарский Орден Золотой звезды 1-й ст. (1904)
- прусский Орден Короны 2-й ст. со звездой (1904)